# Le Touquet Challenger 1983
Il Le Touquet Challenger 1983 è stato un torneo di tennis facente parte della categoria ATP Challenger Series nell'ambito dell'ATP Challenger Series 1983. Il torneo si è giocato a Le Touquet in Francia dal 15 al 21 agosto 1983 su campi in terra rossa.

## Vincitori

### Singolare
Pablo Arraya ha battuto in finale  Roberto Argüello con il punteggio di 6–2, 6–3

### Doppio
Carlos Gattiker /  Alejandro Gattiker hanno battuto in finale  Tarik Benhabiles /  Jean-Louis Haillet con il punteggio di 7–6, 6–2